# Sicherheitstemperaturbegrenzer
Ein Sicherheitstemperaturbegrenzer (STB) ist ein Bauteil, das den Betrieb eines Wärmeerzeugers unterbricht, wenn die höchste zulässige Temperatur überschritten wird (Temperaturgrenzwert), um gefährliche Betriebszustände und eine Beschädigung des Wärmeerzeugers zu vermeiden.
Der STB schaltet die Wärmeerzeugung entweder elektrisch oder durch Betätigung eines Ventils ab. 
Der STB schaltet die Wärmeerzeugung beispielsweise ab,
- wenn der Temperaturregler eine Fehlfunktion hat (Der höchste Schaltpunkt des Temperaturreglers sollte einen bestimmten Abstand zum Schaltpunkt des STBs haben.)
- wenn eine Überhitzung auftritt,
  - etwa bei einem Eintritt von Luft in den Wärmeträger-Kreislauf durch Undichtigkeiten oder
  - bei einer Unterbrechung des Wärmeträger-Kreislaufs.

Eine Wiederinbetriebnahme erfolgt in der Regel durch ein manuelles Betätigen des Sicherheitstemperaturbegrenzers, oft mittels eines speziellen Schlüssels. 
Zuvor ist die Störung zu beseitigen und der Temperaturgrenzwert muss unterschritten sein. 
In der Regel ist dem STB noch ein Sicherheitstemperaturwächter (STW) oder Temperaturregler (TR) vorgelagert. Dessen Temperaturschwelle liegt ca. 5 bis 10 Kelvin unter der Schwelle des STB. Diese Sensoren geben die Anlage nach dem Unterschreiten der eingestellten Temperatur ohne manuellen Eingriff wieder frei. 
Bei einer Fehlfunktion der Regelung kann die Anlage so durch das Schalten des Temperaturreglers in einem Notbetrieb übergehen. Mittelfristig können hierdurch Schäden an der Anlage auftreten.
Bei Kaffeevollautomaten und Siebträgermaschinen soll der Sicherheitstemperaturbegrenzer bei einer Störung der Temperaturregelung ein unkontrolliertes Aufheizen des Kessels und einen schädlichen Überdruck verhindern.
Die DIN EN 12828 (Sicherheitstechnische Ausrüstung von Wärmeerzeugungsanlagen) legt fest, ab welcher Geräteleistung ein Sicherheitstemperaturbegrenzer erforderlich ist. Es wird zwischen "direkt" und "indirekt" befeuerten Wärmeerzeugern unterschieden.
Häufige Anwendungsbereiche für Sicherheitstemperaturbegrenzer:
- Kesselanlagen
- Blockheizkraftwerke (BHKW)
- Wärmetauscher
- geschlossene  Heizungsanlagen, Fußboden- und Kollektorheizungen
- elektrisch und gasbeheizten Durchlauferhitzern
- Kaffee- und Dampfkessel bei Kaffeeautomaten und Siebträgermaschinen